# Warsama
Warsama o Waršama, va ser fill i successor del rei Inar de Nesa (Neša) i Kanesh (Kaniš), amb el mateix títol de rubaum que el seu pare. Va viure cap al segle XVIII aC.
Era contemporani de Zimri-Lim rei de Mari. Se'l coneix per unes inscripcions del rei hitita Anitta, que diuen que el pare d'Anitta, Pithana, rei de Kussara, el va derrotar i va ocupar la seva ciutat. També es coneix un enfrontament entre Warsama i Anum-Herba, rei de Mama. Anitta va traslladar la capital del regne hitita a Nesa.